# Featheroides yunnanensis
Featheroides yunnanensis is een spinnensoort in de taxonomische indeling van de springspinnen (Salticidae).
Het dier behoort tot het geslacht Featheroides. De wetenschappelijke naam van de soort werd voor het eerst geldig gepubliceerd in 1994 door Peng et al..